# وجيه قاسم
وجيه حسن علي قاسم واسمه الحركي عفيف كرم (أبو مروان؛ وُلد في 17 فبراير 1938 في سيلة الظهر - توفي في 13 يناير 2022 في الرباط) دبلوماسي وسياسي فلسطيني، كان أول سفيرٍ لدولة فلسطين لدى المغرب حيث شغل المنصب منذ اعتراف المغرب بدولة فلسطين عام 1988 وحتى إحالته إلى التقاعد في عام 2005. كما شغل سابقًا منصب ممثل منظمة التحرير الفلسطينية لدى الجزائر. ومدير عام وكالة بيت مال القدس الشريف.
منحه ملك المغرب محمد السادس في ديسمبر (كانون الأول) 2005 الوسام العلوي من درجة الحمالة الكبرى، وذلك بعد انتهاء مهامه سفيرًا لدولة فلسطين بالمغرب.
نشر وجيه قاسم في عام 1987 ميلاديًا مُؤلفًا بعنوان «نظرة جديدة في التحالف الصهيوني الإمبريالي» عن دار البيان للنشر في القاهرة، كما نشر مؤلفًا آخر بعنوان «دور بيت مال القدس في الحفاظ على هوية القدس».